# Bogares Kidul
Bogares Kidul is een bestuurslaag in het regentschap Tegal van de provincie Midden-Java, Indonesië. Bogares Kidul telt 6861 inwoners (volkstelling 2010).